# Siège de Mardyck (1646)
Guerre de Trente Ans
Batailles
Le siège de Mardyck eut lieu du 4 au 25 août 1646 pendant la guerre de Trente Ans. Il préludait au siège de Dunkerque.

## Contexte
En 1646, pendant que les alliés des Pays-Bas espagnols menacent de prendre Anvers à la monarchie catholique espagnole, obligeant celle-ci à découvrir son front occidental, la France remporte quelques brillants succès en Flandre, le long de la Lys. Les troupes françaises assiègent et prennent Bergues-Saint-Winoc et arrivent devant Mardyck le 4 août. Elles sont commandées par le duc d’Orléans.

## Le siège
Deux tranchées sont ouvertes le 7 août. C'est sans compter sur les renforts qui arrivent de Dunkerque (alors aux mains des Espagnols), par la mer. L'amiral Maarten Tromp vient compléter le blocus du côté de la mer avec cinq vaisseaux hollandais.
La place se rend le 25 août. La garnison, forte de 2 500 hommes est prisonnière de guerre.

## Anecdotes
Beaucoup de gentilshommes français dont Gaston de France, duc d'Orléans, La Rochefoucauld, Gourville, d'Albret, Bussy et Louis II de Bourbon-Condé participent à ce siège. La Rochefoucauld reçoit trois coups de mousquet, dont un assez grave au haut de l'épaule. 
C’est au siège de Mardyck que Bussy décrit le Grand Condé : 
« un Mars dans la chaleur du combat. Il avait le poignet de sa chemise ensanglanté de la main dont il tenait l’épée. Je lui demandai s’il n'était point blessé. Non, me dit-il, c’est du sang de ces coquins. »